# Heriaeus maurusius
Heriaeus maurusius là một loài nhện trong họ Thomisidae.
Loài này thuộc chi Heriaeus. Heriaeus maurusius được miêu tả năm 1983 bởi Loerbroks.